# ۱۹۰۷

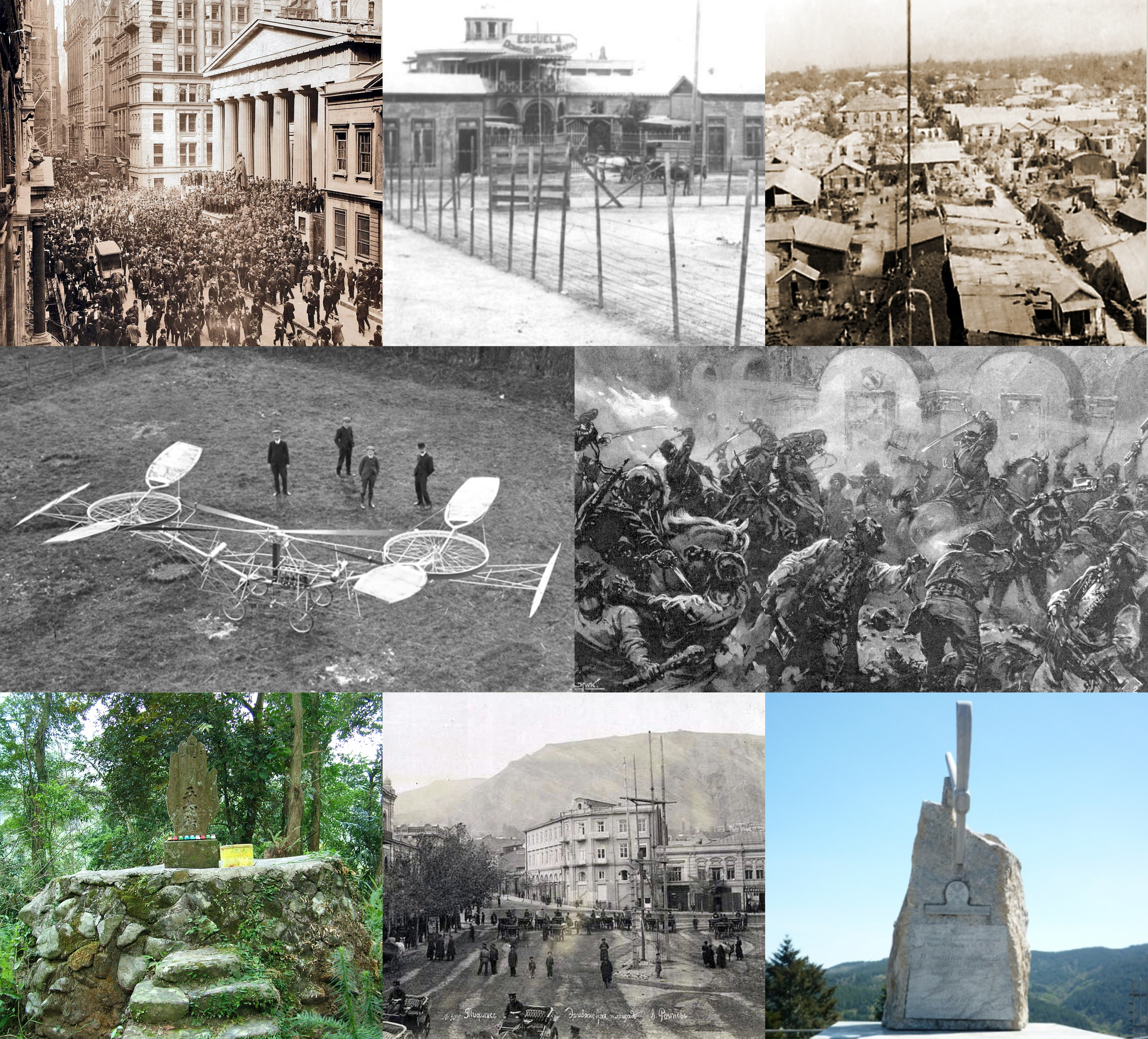

در این صفحه وقایع مهم سال ۱۹۰۷ میلادی فهرست شده‌اند.

## زادروزها
- ۱ ژانویه - ژان گرزو، هنرمند، نقاش و تصویرگر ارمنی-فرانسوی
- ۶ ژوئیه - فریدا کالو، نقاش مکزیکی.
- ایوب خان رئیس‌جمهور پاکستان
- ۳ ژانویه – ری میلند، بازیگر و کارگردان بریتانیایی (د. ۱۹۸۶)
- ۲۲ ژانویه – دیکسی دین، بازیکن فوتبال بریتانیایی (د. ۱۹۸۰)
- ۲۳ ژانویه – هیدکی یوکاوا، فیزیک‌دان ژاپنی (د. ۱۹۸۱)
- ۱۸ فوریه – اسکار برادنی، فیلمنامه‌نویس آمریکایی (د. ۲۰۰۸)
- ۲۷ فوریه – میلدرد بیلی، خواننده آمریکایی (د. ۱۹۵۱)
- ۸ مارس – کنستانتین کارامانلیس، سیاست‌مدار یونانی (د. ۱۹۹۸)
- ۱۵ مارس – زره لئاندر، خواننده و بازیگر سوئدی (د. ۱۹۸۱)
- ۱۷ مارس – تاکئو میکی، سیاست‌مدار ژاپنی (د. ۱۹۸۸)
- ۳ مه – دورتی یونگ، نویسنده و رقاص آمریکایی (د. ۲۰۱۱)
- ۹ مه – بالدور فن شیراخ، سیاست‌مدار آلمانی (د. ۱۹۷۴)
- ۲۶ مه – جان وین، تهیه‌کننده، بازیگر، و کارگردان آمریکایی (د. ۱۹۷۹)
- ۴ ژوئن – روسالیند راسل، بازیگر و خواننده آمریکایی (د. ۱۹۷۶)
- ۲۳ ژوئن – جیمز مید، اقتصاددان بریتانیایی (د. ۱۹۹۵)
- ۲۵ ژوئن – جی. هانس دی. جنسن، فیزیک‌دان آلمانی (د. ۱۹۷۳)
- ۷ ژوئیه – رابرت آنسون هاین‌لاین، نویسنده آمریکایی (د. ۱۹۸۸)
- ۲۰ اوت – آلن رید، صداپیشه و بازیگر آمریکایی (د. ۱۹۷۷)
- ۲۴ اوت – برونو جاکومتی، معمار سوئیسی (د. ۲۰۱۲)
- ۲۷ سپتامبر – موریس بلانشو، نویسنده و فیلسوف فرانسوی (د. ۲۰۰۳)
- ۱۵ نوامبر – کلاوس فون اشتاوفنبرگ، افسر آلمانی (د. ۱۹۴۴)
- ۱۶ نوامبر – بورگس مریدیت، بازیگر آمریکایی (د. ۱۹۹۷)
- ۲۷ نوامبر – ال. اسپراگ دی کمپ، افسر و نویسنده آمریکایی (د. ۲۰۰۰)
- ۲۸ نوامبر – آلبرتو موراویا، ژورنالیست، نویسنده، و سیاست‌مدار ایتالیایی (د. ۱۹۹۰)
- ۵ دسامبر – لین بیائو، سیاست‌مدار چینی (د. ۱۹۷۱)
- ۱۰ دسامبر – لوسین لوران، بازیکن فوتبال فرانسوی (د. ۲۰۰۵)
- ۲۲ دسامبر – پگی اشکرافت، بازیگر بریتانیایی (د. ۱۹۹۱)
- ۲۳ دسامبر – جیمز روزولت، افسر، تهیه‌کننده، نویسنده، و سیاست‌مدار آمریکایی (د. ۱۹۹۱)

## درگذشتگان
- ۱۴ سپتامبر - میرزا نصرالله خان نائینی: سیاستمدار ایرانی در دوره قاجاریه.
- ۲ فوریه – دمیتری مندلیف، شیمی‌دان و مخترع روسی (ز. ۱۸۳۴)
- ۲۰ فوریه – آنری مواسان، شیمی‌دان فرانسوی (ز. ۱۸۵۲)
- ۱۱ مارس – ژان کازیمیر-پریه، سیاست‌مدار و دیپلمات فرانسوی (ز. ۱۸۴۷)
- ۴ سپتامبر – ادوارد گریگ، آهنگساز و پیانیست نروژی (ز. ۱۸۴۳)
- ۶ سپتامبر – سولی پرودوم، شاعر و نویسنده فرانسوی (ز. ۱۸۳۹)
- ۱۷ دسامبر – ویلیام تامسون، فیزیک‌دان بریتانیایی (ز. ۱۸۲۴)
- ۲۳ دسامبر – ژول ژانسن، ستاره‌شناس فرانسوی (ز. ۱۸۲۴)